# تونی روگیر
تونی روگیر (انگلیسی: Tony Rougier; ۱۷ ژوئیهٔ ۱۹۷۱ – ) بازیکن فوتبال اهل ترینیداد و توباگو بود.
از باشگاه‌هایی که در آن بازی کرده‌است می‌توان به باشگاه فوتبال برنتفورد، باشگاه فوتبال ردینگ، باشگاه فوتبال برایتون اند هوو آلبیون، باشگاه فوتبال هیبرنین، باشگاه فوتبال پورت ویل، و باشگاه فوتبال بریستول سیتی اشاره کرد.
وی همچنین در تیم ملی فوتبال ترینیداد و توباگو بازی کرده‌است.